# Venta (Lituania)
Venta è una centro abitato della Lituania, situata nella contea di Šiauliai. Amministrativamente dipende dal Comune distrettuale di Akmenė.